# 模範タクシー (ドラマ)
『模範タクシー』（もはんタクシー、韓国語：모범택시）は、2021年4月9日から5月29日まで大韓民国で放送されたテレビドラマである。続編の『模範タクシー2』が2023年2月17日から4月15日まで放送され、2025年には『模範タクシー3』が放送予定である。

## あらすじ
タクシー会社「ムシゲ運輸」の社長で犯罪被害者の支援活動を行う「青い鳥財団」代表を務めるチャン・ソンチョル（キム・ウィソン）や、同社タクシー運転手キム・ドギ（イ・ジェフン）らは、犯罪被害者などからの依頼に基づく「復讐代行」を行う裏の顔があった。一方、検事のカン・ハナ（イ・ソム）は、心神耗弱を理由に減刑された性犯罪者が出所後行方不明になった件で、出所の際乗り込んだ模範タクシーの調査を始める。そのタクシーはキム・ドギが運転していた。カン・ハナは法に則って犯罪者を処罰する検事の立場だが、本当の正義に揺れ始める。また、キム・ドギら復讐代行のメンバーにはそれを行うある理由を抱えていた。

## キャスト

### 主要人物
キム・ドギ：イ・ジェフン
ムシゲ運輸のタクシー運転手。特殊部隊の元将校。
仲間とともに頭脳と肉体を利用して、復讐代行を行う。
カン・ハナ：イ・ソム
情熱的な検事。
模範タクシーの存在を探り、ドギを疑う。
チャン・ソンチョル：キム・ウィソン
ムシゲ運輸の社長。被害者を支援する青い鳥財団の代表。
アン・ゴウン：ピョ・イェジン
ムシゲ運輸経理。ハッカー。
性格は稀に悪い。
チェ・ジョング：チャン・ヒョクジン
ムシゲ運輸整備室エンジニア。
明るく、お喋り好き。
パク・ジノン：ぺ・ユラム
ムシゲ運輸整備室エンジニア。

### その他
チョ・ジヌ：ユ・スンモク
ソウル北部検事庁次長検事。ソンチョルの知人。
ワン・ミンホ：イ・ユジュン
ソウル北部検事庁捜査官。
ペク・ソンミ：チャ・ジヨン
闇金業界の権力者。ゴッドマザー。
ク・ソクテ：イ・ホチョル
ソンミの秘書。

## 劇中車

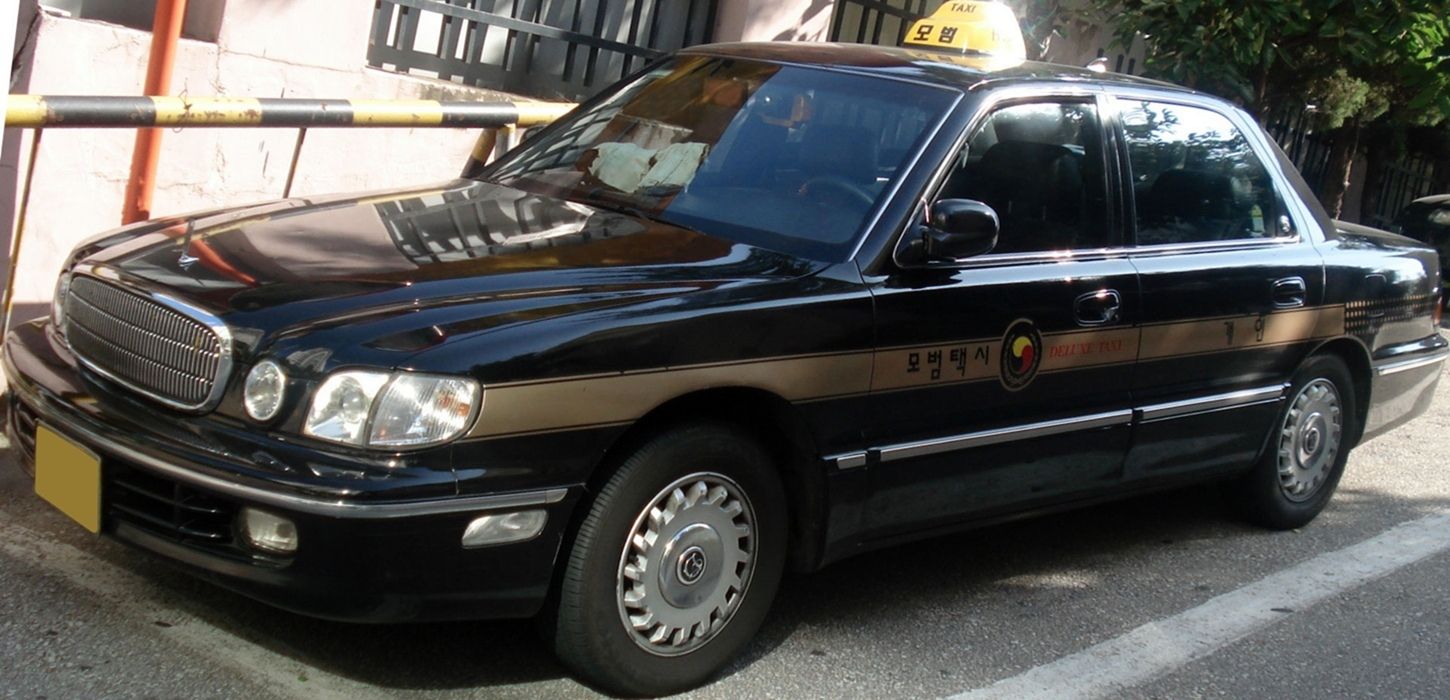
実際の模範タクシー仕様の後期ダイナスティ。劇中車もほぼこれに準じた外見である。

ベース車両は実際の模範タクシーでも度々使われるヒョンデ・ダイナスティ（後期型）である。エンブレム類はすべて架空のものに張り替えられているものの、シートカバーに関してはダイナスティの「D」エンブレムが確認できる。また復讐ミッション遂行のためにムジゲ運輸のボンネットマスコットを格納できるようになっているほか、ナンバー隠蔽装置が備えられており、第3話ではブルドーザーブレード状のフロントパーツを取り付けて、障害者虐待に加担する汚職警官のパトカーを吹っ飛ばした。

## 視聴率
シーズン1の最高視聴率は16%、シーズン2の最高視聴率は25.6%であった。